# Quero Mais
Quero Mais é o sexto álbum de estúdio da cantora e compositora brasileira Patricia Marx, lançado no ano de 1995, sendo este seu segundo trabalho sob o contrato coma gravadora LUX, do produtor Nelson Motta.
Da mesma forma que seu antecessor, as gravações e a mixagem ocorreram nos Estados Unidos, sob a produção de Motta e Tuta Aquino. A sonoridade é voltada para os gêneros dance, pop e rhythm and blues. Destacam-se canções cujos compositores tornariam-se famosos na posterioridade, tais como: Jorge Vercillo em "Novos corações" e Max de Castro, em "Meu fogo". Entre as participações especiais estão a de D. Jackson, em um cover de "What's Going On", do cantor Marvin Gaye e Jason Back na faixa "Acontece".
Para promovê-lo foram lançados dois singles: "Quero Mais" e "Sei Que Você Não Vai" que foram cantados em programas de TV, com a última mencionada, ganhando um videoclipe, cuja direção coube  a Jodele Larcher, que já havia dirigido o da faixa "Um Ano Eu Sei", de Incertezas, de 1991. Uma turnê homônima também foi feita e contou com shows em várias cidades brasileiras.
Antes de seu lançamento, no mesmo ano, gravou a música "Espelhos D'água", que entrou para a trilha sonora da novela Malhação sendo tema dos personagens Héricles e Bella, interpretadas por Danton Mello e Juliana Martins, respectivamente. Com o sucesso nas rádios, foi incluída como bônus tanto em uma nova versão em CD de Ficar com Você, quanto em Quero Mais, no mesmo formato.
Comercialmente, as canções tiveram desempenho moderado nas rádios, e as vendas atingiram a marca de 70 mil cópias no Brasil.[carece de fontes?] Anos após estar fora de catálogo, ficou disponível ao público novamente, em 5 de abril de 2019, em várias plataformas digitais.

## Lista de faixas
Créditos adaptados do CD Ficar com Você, de Patricia Marx, lançado em 1994.
| N.º | Título                                         | Compositor(es)                              | Duração |  |
| 1.  | "Um Caso Sério"                                | Altay Veloso / Cláudio Rabello              | 4:37    |  |
| 2.  | "A Noite Vai Chegar"                           | Paulinho Camargo                            | 5:24    |  |
| 3.  | "Quero Mais"                                   | Dalto / Nelson Motta                        | 4:11    |  |
| 4.  | "Sei Que Você Não Vai" (Never Can Say Goodbye) | Clifton Davis / Vrs. Cláudio Rabello        | 4:41    |  |
| 5.  | "Novos Corações"                               | Jorge Vercilo / Vytoria Rudan               | 4:57    |  |
| 6.  | "Vamos Dançar"                                 | Ed Motta / Rafael Cardoso                   | 5:05    |  |
| 7.  | "Meu Fogo"                                     | Max de Castro                               | 4:49    |  |
| 8.  | "Tudo Ficou Assim"                             | André Santana / Tuta Aquino / Patrícia Marx | 4:09    |  |
| 9.  | "What's Going On" (com D. Jackson)             | Marvin Gaye / Al Cleveland / R. Benson      | 4:41    |  |
| 10. | "Acontece" (com Jason Back)                    | Cartola                                     | 4:46    |  |
| 11. | "Espelhos D'água" (Faixa bônus do CD)          | Dalto / Cláudio Rabello                     | 3:39    |  |